# История изучения таламуса
История изучения таламуса начинается с знаменитого древнегреческого врача и анатома Галена. Гален ошибочно считал, что именно из этого места головного мозга исходят зрительные нервы, и не отделял структуры таламуса одну от другой, в частности, латеральное коленчатое тело от подушки таламуса (ответвления зрительного тракта входят и туда, и туда). Впоследствии труды Галена были переведены с греческого на латынь и арабский. Их цитировал, в частности, Ибн Сина (Авиценна), полагая, вслед за Галеном, но также опираясь и на собственные данные вскрытий, что таламус является центром зрительных функций и местом схождения зрительных нервов. При этом он использовал как равноценные, эквивалентные и исходный Галеновский термин «таламус», и слово араб. المهاد‎ («аль-михад»), являющееся буквальным переводом термина «таламус» в значении «камера, отсек».[5] Труды Ибн Сины, в свою очередь, также были переведены с арабского на латынь и греческий и известны средневековым европейским учёным.

### Ранние этапы

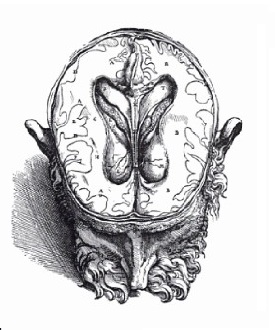
Горизонтальный разрез мозга из книги VII Андреаса Везалия «О строении человеческого тела». Видны желудочки мозга и таламус.

Первое упоминание таламуса и его детальный рисунок на разрезе мозга принадлежат перу знаменитого древнегреческого врача и анатома Галена. Гален ошибочно считал, что из этого места головного мозга исходят зрительные нервы. Он не отделял структуры таламуса одну от другой, в частности, латеральное коленчатое тело от подушки таламуса (ответвления зрительного тракта входят и туда, и туда). Впоследствии труды Галена были переведены с греческого на латынь и арабский. Их цитировал, в частности, Ибн Сина (Авиценна). Вслед за Галеном Авиценна полагал, что таламус является центром зрительных функций и местом схождения зрительных нервов. В этом Авиценна не только следовал Галену, но и опирался на собственные результаты вскрытий. Учёный использовал как эквивалентные и исходный галеновский термин «таламус», и слово араб. المهاد‎ («аль-михад») — его буквальный перевод в значении «камера, отсек». Труды Ибн Сины, в свою очередь, были переведены с арабского на латынь и греческий и получили известность среди средневековых европейских учёных.
После Галена в истории европейской анатомии следует более чем 1000-летний перерыв, в течение которого христианские церкви запрещали проводить вскрытие тел умерших людей. Таламус вновь упоминается итальянским анатомом и врачом Мондино де Луцци в XIV веке. Позднее, в 1543 году, Андреас Везалий показал таламус, бледный шар и внутреннюю капсулу в своей знаменитой, ставшей на многие столетия классической, книге «О строении человеческого тела». Зарисовки, выполненные Везалием с горизонтальных срезов головного мозга человека, содержатся в томе VII на картинках 7 и 8. Эти зарисовки выглядят небрежными, оставляют впечатление незавершённости, чернового варианта. Изображённые на них структуры мозга никак не поименованы. Поэтому Уокер в 1938 году ошибочно предположил, что Везалий не знал о существовании в мозге таламуса или не наблюдал такой структуры на срезах.
В 1664 и 1681 годах Томас Уиллис в своих книгах по анатомии мозга тщательно зарисовал и подробно описал таламус. Он назвал эту структуру мозга «зрительными камерами» или «камерами зрительных нервов» (the chambers of Optick Nerves). При этом он приравнивал «зрительные камеры» к «таламусу» Галена и «аль-михаду» Ибн Сины. Авторство термина «таламус» Уиллис приписывал Галену, и как минимум дважды упоминал об этом в тексте. Ранее, в 1610 году, о таламусе как месте вхождения зрительных нервов высказывался знаменитый французский врач Жан Риолан-младший, личный врач Марии Медичи. Риолан упоминал и о Галене как авторе термина. С трудами Риолана Уиллис был знаком.

### Период от трудов Уиллиса и до Бурдаха

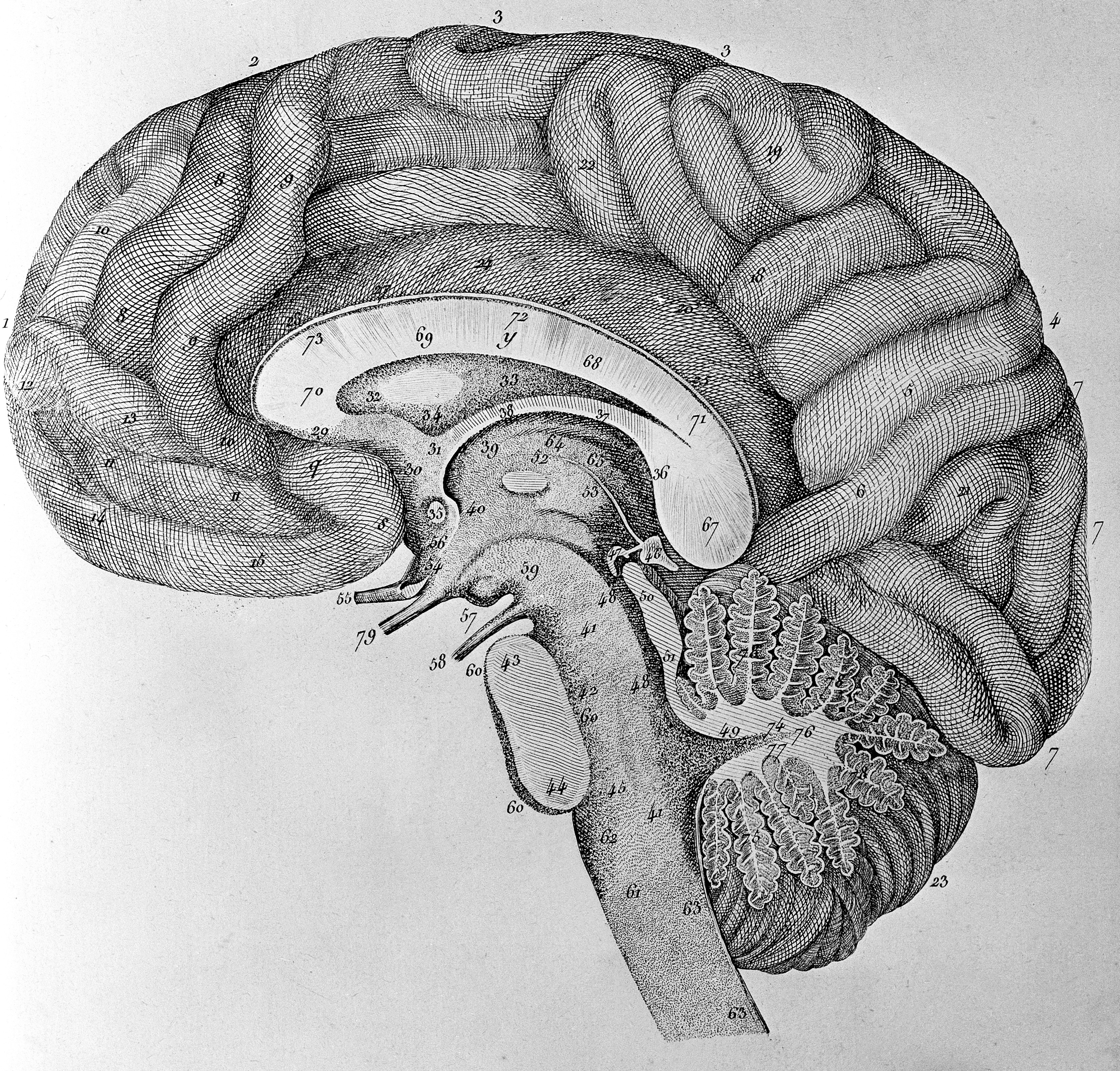
Разрез мозга из книги Ф. Вик-д’Азира, где виден и пронумерован в том числе и таламус.

В последующие 150 лет после публикации трудов Уиллиса таламус многократно изображался в различных книгах по анатомии мозга и анатомии тела в целом. Была неоднократно иссечена и изображена находящаяся позади таламуса внутренняя капсула. Иногда изображались также находящиеся впереди и выше таламуса отдельные пучки его проводящих путей (лучистый венец — corona radiata). Раймонд Вьессен в 1684 году, Самуэль Зёммеринг в 1778 году, Феликс Вик-д’Азир в 1786 году, Франц Галль совместно со своим учеником Иоганном Шпурцгеймом в 1809 и 1810 годах даже подробно изобразили передний бугорок и подушку таламуса. Коленчатые тела часто изображали в достаточно узнаваемом виде. Но нередко их не разделяли их на латеральное и медиальное, и считали одной структурой. Первым назвал эти структуры «коленчатыми телами» Джованни Санторини в 1724 и 1775 годах. Он же окончательно установил тот факт, что путь зрительных нервов заканчивается именно в латеральном коленчатом теле.

### Фридрих Бурдах и Аугуст Стейн
В 1822 году немецкий врач и анатом Фридрих Бурдах обнаружил и описал в таламусе Y-образную внутреннюю мозговую пластинку. Бурдах изучал с помощью лупы срезы головного мозга человека, фиксированные формалином и подвергнутые обработке этанолом для придания тканям мозга большей твёрдости. В результате он установил, что пластинка делит таламус на три группы ядер, которые он назвал «верхней» (ныне известна как передняя), «внутренней» (ныне известна как медиальная, или срединная), и «наружной» (ныне известна как латеральная, или боковая). Помимо этого, Бурдах выявил наличие в таламусе двух коленчатых тел, которые назвал «наружным» (сегодня известно как латеральное) и «внутренним» (сегодня известно как медиальное). Он показал, что коленчатые тела составляют интегральную часть таламуса, а не отдельную структуру. Он описал внутреннюю ламинацию латерального коленчатого тела и установил, что зрительный тракт к нему идёт от верхних холмиков четверохолмия. Фридрих Бурдах впервые назвал расположенную в задней части таламуса возвышающуюся и расширяющуюся по бокам структуру «пульвинаром», или подушкой таламуса.
Бурдах описал наружную мозговую пластинку таламуса, которую он назвал stratum corneum. Он не заметил и не отделял от этой пластинки находящееся рядом или почти внутри неё ретикулярное ядро таламуса. Позже, в 1838 году, Фридрих Арнольд впервые описал ретикулярное ядро под названием stratum reticulatum.
Сам Бурдах почти не делал предположений о функциях таламуса, предпочитая ограничиваться сухим анатомическим описанием. Понимание роли таламуса как центральной релейно-ретрансляторной станции было ещё впереди.
В 1834 году датский анатом Аугуст Стейн, опираясь на данные Бурдаха, опубликовал первую известную докторскую диссертацию, целиком посвящённую строению таламуса.

### Жюль Бернар Люис

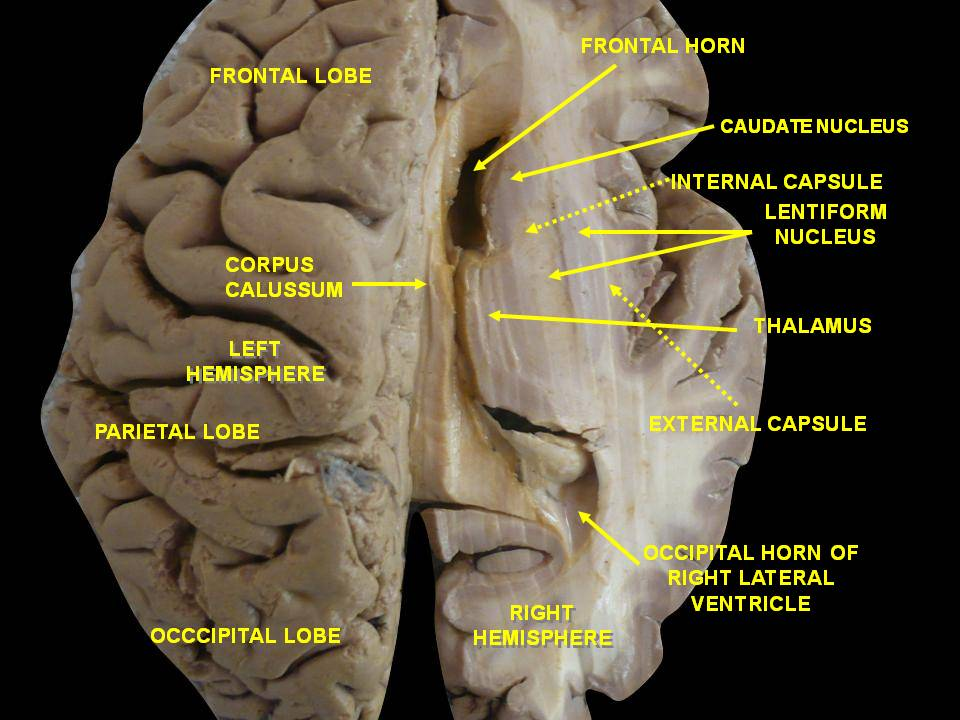
Желудочки мозга и базальные ганглии. Вид сверху. Горизонтальный разрез. Глубокое рассечение.

В 1865 году французский врач и анатом Жюль Бернар Люис продолжил изучение таламуса. Учёный сумел выделить в таламусе четыре различные группы ядер, которые называл «центрами», и которые, как он считал, отделены одна от другой и анатомически, и функционально. «Центры», по его мнению, состояли из отдельных групп нервных клеток, соединяющихся каждая со своими, специфическими группами исходящих нервных волокон. Основываясь на своих результатах изучения как сравнительной анатомии таламуса у разных видов животных, так и патологической анатомии таламуса при его повреждениях, Люис выдвинул теорию, что эти «центры» являются независимыми центрами, через которые к большим полушариям поступает входящая сенсорная информация различных видов (предположение, впоследствии оказавшееся отчасти верным). Проводя разрезы больших полушарий мозга на разных уровнях, Люис сумел доказать, что разные «центры» таламуса соединяются с разными областями коры и подкорковых структур больших полушарий. Однако уровень технологий, доступных Люису для изучения строения мозга в то время, не позволил ему описать таламо-корковые и корково-таламические связи так подробно, детально и точно, как это стало возможно в конце XX и в XXI веке. Тем не менее, вклад Люиса в изучение строения таламуса настолько велик, что его продолжают цитировать и современные авторы, а одно из ядер таламуса в его честь даже называлось ранее «ядром Люиса».
Первым из выделенных и описанных Люисом «центров» в таламусе была структура, названная им «передний центр» (фр. centre anterieur), в современной международной анатомической классификации — передняя группа ядер таламуса. При этом Люис обратил внимание на то, что эти ядра («передний центр») имеют относительно больший размер и хорошо развиты, легче отличимы гистологически от соседних ядер, у хищных млекопитающих с хорошо развитым обонянием, по сравнению с грызунами и травоядными млекопитающими. Это наблюдение заставило учёного предположить, что ядра связаны с обонятельным мозгом и, в частности, с обонятельной луковицей через наружную мозговую пластинку. Люис выдвинул гипотезу, что ядра играют роль в осуществлении функций обоняния (гипотеза впоследствии была опровергнута — обонятельная информация является единственным видом сенсорной информации, который не проходит через таламус). Второй выделенный им центр в таламусе он назвал «внутренним центром» (centre moyen). Судя по приведённым Люисом иллюстрациям, имелась в виду та же группа ядер, которую ранее Бурдах назвал «внутренним», или медиальным, ядром. Люис полагал, что в этих ядрах заканчивается путь зрительных нервов (что также неверно), и, соответственно, приписывал им роль в осуществлении функций зрения. Третий описанный им центр в таламусе он назвал «центромедианным» (centre median), это название за центромедианной группой ядер таламуса сохранилось до наших дней. Однако, судя по иллюстрациям, Люис включал в центромедианную группу ядер и часть медиодорсального (дорсомедиального) ядра. Он считал, что именно в этой, центромедианной, группе ядер таламуса сходятся все соматические сенсорные ощущения. В качестве доказательства Люис приводил тот факт, что поражение именно центромедианной группы ядер таламуса на той или иной стороне приводит к потере или снижению тактильной, болевой и температурной чувствительности на противоположной стороне тела. И, наконец, четвёртый выделенный им «центр», четвёртую группу ядер, Люис назвал «задним центром» (centre posterieur). Из иллюстраций, приведённых Люисом, вытекает, что под «задним центром» он подразумевал не только то, что мы сегодня называем задними ядрами таламуса, но и часть пульвинара (подушки таламуса). Однако он полагал (ошибочно), что эти задние ядра и ядра подушки играют роль в восприятии слуховых ощущений — в основном потому, что в мозгу двух исследованных им умерших глухонемых эти группы клеток таламуса подверглись атрофии и дегенерации. Люис также описал центральное серое вещество таламуса, и предположил (совершенно верно), что оно является продолжением серого вещества спинного мозга и моста, и что именно в нём находятся восходящие сенсорные волокна от спинного мозга. Таким образом, именно Люис впервые корректно описал спиноталамический путь.
Следует заметить, однако, что само предположение о том, что именно в центральном сером веществе таламуса заканчиваются восходящие сенсорные волокна от спинного мозга, проводящие болевые, температурные и тактильные ощущения, не было новым, и было выдвинуто ещё до Люиса Галлем и Шпурцгеймом. Но именно Люис впервые подробно описал спиноталамический тракт «с фактами в руках». Люис также выделил и описал обнаруженную ранее Фридрихом Бурдахом «наружную» (латеральную) группу ядер таламуса. Но по неизвестной причине он назвал её просто couche optique (зрительными буграми) и больше в тексте нигде их не упоминал.
В 1881 году в своей написанной на английском языке книге «The Brain and Its Functions» Люис впервые выдвинул предположение о том, что именно таламус является центральной релейно-ретрансляторной станцией для всех видов сенсорных ощущений, и что он не просто ретранслирует сенсорные ощущения в кору больших полушарий, а делает это достаточно интеллектуальным и сложным образом.

### Установление роли таламуса в регуляции сенсорных функций
Ещё в 1825 году Джон Хантер описал пациента с прогрессирующей одновременной постепенной потерей зрения, слуха и тактильной чувствительности на протяжении 3-х лет. После смерти пациента на аутопсии обнаружилось размягчение вещества мозга, ограниченное двумя половинками таламуса. Другие участки мозга при этом не были затронуты патологическим процессом. В 1837 году похожий случай описал Ричард Брайт. Описывая этот случай, он заметил, что «это соответствует нашим представлениям о роли этого участка мозга в сенсорных функциях». Это показывает, что уже к 1837 году идея о том, что таламус является центральной релейно-ретрансляторной станцией для всех сенсорных ощущений, была достаточно распространённой во врачебных и научных кругах.
Людвиг Тюрк в 1859 году описал нескольких пациентов, у которых повреждение одной из половинок таламуса приводило к потере или снижению чувствительности на противоположной стороне тела. Аналогичные наблюдения были сделаны в 1875 году шотландским психиатром сэром Джеймсом Крайтон-Брауном, уже упоминавшимся Люисом в 1865 году, и в серии последовательных публикаций от 1864, 1866 и 1875 годов знаменитым британским неврологом Джоном Хьюлингсом Джексоном, тем самым, в честь которого названа «джексоновская эпилепсия».
Случай, описанный Джексоном в 1866 году, особенно интересен тем, что очень хорошо документирован. В этом случае обнаруженное на аутопсии поражение правой подушки таламуса (правого пульвинара) и прилегающих к ней частей таламуса не сопровождалось какими-либо поражениями других участков мозга. У пациента с этим поражением при жизни наблюдались сниженная тактильная чувствительность на противоположной (левой) стороне тела, слабость левой ноги, гемианопсия (выпадение левых половин полей зрения обоих глаз), и, возможно (в чём ни сам пациент, ни Джексон были не уверены) также снижение слуховой, обонятельной и вкусовой чувствительности с левой стороны.

### Установление роли таламуса в регуляции двигательных функций
Франсуа Мажанди в своих работах от 1823 и 1841 годов, а также Альфред Вюльпиан в работе от 1866 года показали, что повреждения таламуса могут приводить к нарушению двигательных функций. Как сегодня известно, это действительно может иметь место, если при этом произойдёт повреждение именно тех частей таламуса, которые взаимодействуют с мозжечком и с двигательной и премоторной корой, то есть разрушение мозжечково-таламо-корковых путей. Однако Мажанди и Вюльпиан сделали некорректные выводы из своих опытов. На основании результатов своих опытов они считали, что таламус, наряду с базальными ядрами, такими, как полосатое ядро (стриатум), выполняет в организме роль не сенсорного реле и ретранслятора, а двигательного управляющего и координирующего центра. Поэтому они активно спорили со сторонниками «сенсорной» теории роли таламуса, утверждая, что таламус не имеет отношения к регуляции сенсорных функций, и занимается регуляцией двигательных функций, то есть «спуском команд вниз», а не передачей информации наверх, в кору больших полушарий. Авторитет и влияние Мажанди и Вюльпиана (особенно Мажанди) в научных кругах были столь велики, что их мнение смогло существенно затормозить всеобщее принятие теории таламуса как сенсорного реле. Однако, рассматривая эксперименты Мажанди и Вюльпиана с современных позиций, можно увидеть, что, во-первых, повреждения, которые они наносили структурам головного мозга животных в своих опытах, были слишком велики и неизбирательны, и могли затрагивать рядом расположенное субталамическое ядро, действительно принимающее участие в регуляции движений, и относимое ныне к структурам экстрапирамидной системы или базальных ядер (не гистологически, но по функциональному принципу), или же могли приводить к повреждению части лемниска (ansa lenticularis). Во-вторых же, и Мажанди, и Вюльпиан большую часть своих опытов проделали не на млекопитающих, а на птицах и лягушках, и некорректно обобщили выводы, сделанные на основе этих экспериментов, на всех млекопитающих и человека. Между тем, таламус птиц, земноводных и пресмыкающихся намного меньше по размерам таламуса млекопитающих, и организован не просто намного проще, но вообще в значительной степени по-другому. Случайно нанести повреждение, затрагивающее не только таламус, в связи с его относительно малыми размерами и менее легко локализуемыми гистологическими границами, у этих видов животных тоже проще, чем у млекопитающих. Обобщать выводы экспериментов, проведённых на таламусе низших позвоночных, на таламус млекопитающих, особенно приматов и человека, считается слишком рискованным и некорректным занятием даже в конце XX и в XXI веке, когда мы знаем о межвидовых различиях в строении таламуса и о том, в каких случаях такие обобщения допустимы, намного больше.

### Эдуард Фурнье, Герман Нотнагель и Дэвид Ферье

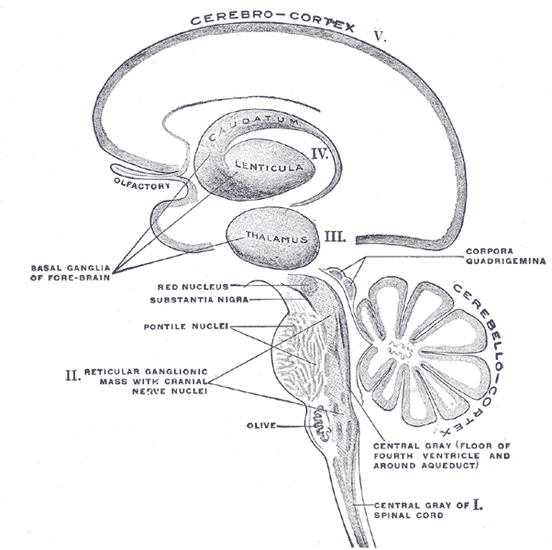
Схематическое изображение основных категорий базальных ганглиев (от I до V).Пространственные отношения таламуса с ними.

В 1873 году французский врач Эдуард Фурнье провёл опыт, инъецируя склерозирующий раствор хлористого цинка в обе половинки таламуса кошек. При этом он наблюдал двустороннюю потерю чувствительности у подвергнутых такому воздействию кошек. Если же воздействие производилось только на одну из половинок таламуса, то потеря чувствительности возникала на противоположной стороне. В том же 1873 году Герман Нотнагель попытался вводить хромовую кислоту в половинки таламуса кроликов, либо разрушать их с помощью тонкого острого металлического стилета, вводимого в мозг подопытных животных через троакар. При этом Нотнагель наблюдал стойкую и длительную потерю зрения на стороне, противоположной стороне поражения, у подвергнутых такому воздействию кроликов, а также склонность животных в раннем послеоперационном периоде отклоняться или заваливаться в сторону, противоположную стороне поражения, и в результате «ходить по кругу» в направлении, противоположном стороне поражения, вместо того, чтобы успешно добираться до цели прямым путём. Однако Нотнагель утверждал, что, в отличие от дефектов зрения, любые возникающие дефекты двигательных функций и чувствительности у его кроликов после операции оказываются временными, и потом проходят. На этом основании Нотнагель считал, что таламус, скорее всего, не имеет отношения ни к регуляции любых сенсорных функций, кроме зрения, ни к регуляции двигательных функций, а имеет отношение только к зрению.
Британский невролог Дэвид Ферье в 1876 году подвёрг результаты работ Нотнагеля критике, указывая на то, что кролики Нотнагеля реагируют отдёргиванием лапок только на очень сильные тактильные, температурные или болевые раздражители. Ферье считал, что поэтому нельзя утверждать, будто после операции на таламусе у этих животных не наступает исчезновения или снижения чувствительности на противоположной стороне, или что будто бы оно является временным и преходящим. Снижение чувствительности оставалось очевидным, по мнению Ферье, и спустя много месяцев после операции. Поэтому Ферье считал, что нельзя с такой уверенностью, как это делал Нотнагель, утверждать, будто таламус не имеет отношения к регуляции сенсорных функций и в частности соматосенсорной чувствительности (тактильной, температурной и болевой). Ферье также указывал на то, что кролики Нотнагеля позволяют придавать своим конечностям неестественные положения, и долго в них остаются. Это, по его мнению, доказывало нарушение после операции на таламусе так называемого «двигательного чувства» (постулированной позднее Мейнертом обратной связи, которую кора больших полушарий якобы получает от каждого двигательного акта не постфактум, а ещё в процессе или даже до его совершения, некоего «чувства двигательной импульсации», которого, как известно сегодня, не существует).
Одновременно с работами Фурнье и Нотнагеля по разрушению половинок таламуса у кошек и кроликов, Дэвид Ферье в 1874 году занимался опытами по электростимуляции или разрушению, удалению различных частей мозга у макак и других животных, пытаясь выяснить локализацию различных функций мозга в разных его отделах, и результаты первого этапа этих работ опубликовал в виде статьи. К тому времени, когда Ферье опубликовал первое издание своей книги о строении и функциях мозга (1876 год), он мог с уверенностью утверждать, что полосатое тело (стриатум) имеет функции двигательного координирующего центра, поскольку его стимуляция вызывала двигательные акты, а его разрушение приводило к двигательным расстройствам. Однако относительно роли и функций таламуса он ничего ещё не мог утверждать с уверенностью. С его точки зрения, не наблюдалось никакого постоянства или единообразия в симптомах, возникавших после разрушения тех или иных частей таламуса. В то время он считал, что описания клинических случаев повреждения таламуса у человека, равно как и эксперименты, приводившиеся Люисом в доказательство его теории о роли таламуса как центральной сенсорно-релейной станции, не особенно убедительны, и недостаточно документированы, чтобы на их основании делать далеко идущие выводы о функциях таламуса.
Из собственных исследований на макаках Ферье уже знал, что нервные волокна, покидающие таламус и идущие в кору больших полушарий, в особенно большом количестве направляются в височные, затылочные и теменные области коры. Эти области, как он считал (отчасти верно), являются основными, первичными сенсорными зонами коры. Кроме того, он обнаружил, что прямая электрическая стимуляция таламуса не вызывает двигательного ответа, в отличие от электрической стимуляции полосатого тела. С другой стороны, когда он использовал для разрушения таламуса макак троакар со стилетом, похожий на тот, что использовал в своих опытах Герман Нотнагель, вводя его сбоку или сзади, сквозь ткань полушария, то это приводило к тому, что животное становилось слепым на противоположной стороне тела, а также не двигало конечностями противоположной стороны тела, и не реагировало на тактильные, болевые или температурные раздражения на той стороне. Кроме того, у этих животных также отмечался птоз (опущение века) и мидриаз (расширение зрачка) на стороне поражения (не на противоположной стороне). Эти симптомы Ферье приписал возможному повреждению рядом лежащих структур среднего мозга или же нарушению взаимодействия таламуса со структурами среднего мозга. Слух обезьян, подвергнутых такой операции, он не стал изучать. Ферье понимал, что разрушения, которые он производит своим троакаром, вероятно, слишком глобальны, чтобы делать выводы о функциях таламуса со стопроцентной уверенностью. В частности, он понимал и сам указывал в своей книге, что при такой операции могут быть случайно разрушены находящиеся рядом с таламусом внутренняя капсула, или зрительная или слуховая лучистости, и что именно этим может объясняться нарушение зрения или слуха у его обезьян. Однако Ферье считал, что отсутствие реакции его животных, подвергнутых такой таламотомии, на тактильные, болевые и температурные раздражители, несомненно, доказывает вовлечение «областей, расположенных вблизи или в зрительных буграх» (точная цитата) в восприятие тактильной, болевой и иной соматосенсорной информации. Основываясь на результатах этих экспериментов, Дэвид Ферье стал убеждённым сторонником теории таламуса как центральной сенсорно-релейной станции — теории, которую он раньше активно критиковал за недостаточную, по его мнению, соответствие фактам.

### Теодор Мейнерт и Огюст Форель

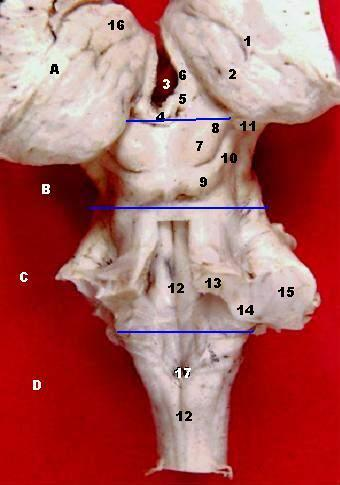
Ствол мозга и таламус человека, вид сзади.

Теодор Мейнерт в 1872 году изучал строение головного мозга умерших людей, обезьян и различных млекопитающих с использованием самых современных на тот момент гистологических методов: настолько тонких срезов, насколько это позволяли тогдашние технические возможности, фиксации препаратов в растворе калия дихромата, и окраски кармином или хлоридом золота. Используя эти методы, он сумел не только распознать четыре основные группы ядер таламуса, описанные ранее Бурдахом, но и подробно описать ретикулярное ядро, внутреннюю мозговую пластинку и внутрипластинчатые ядра. Он также сумел идентифицировать и описать внутреннюю ламинацию у латерального коленчатого тела у нескольких разных видов животных, включая человека и обезьян. Главным же его вкладом в изучение анатомического строения таламуса явилось то, что он сумел увидеть, что боковая группа ядер таламуса (та, которую Бурдах называл «наружной») не сплошная, а состоит из чередующихся полосок белого вещества (миелинизированных нервных волокон) и серого вещества (собственно нейронов). Это, в свою очередь, позволило ему разделить боковую группу ядер на две части: латеродорсальную, относительно слабо миелинизированную (слабо иссечённую волокнами белого вещества), и латеровентральную, сильно миелинизированную. Это подразделение боковой группы ядер таламуса сохраняет свою силу и в XXI веке.
Кроме того, Теодор Мейнерт также подробно описал разветвлённую сеть нервных волокон, исходящих из половинок таламуса и из коленчатых тел в кору и подкорковые структуры соответствующих больших полушарий, и впервые обратил внимание, что разные области таламуса соединяются с разными дольками коры больших полушарий. Эти пучки нервных волокон, исходящие из разных частей таламуса в разные дольки коры, он назвал «ножками таламуса». До сих пор, несмотря на принятие международной анатомической классификации, в которой эти образования полагается называть таламо-корковыми проекциями, их иногда называют «ножками таламуса», или «ножками Мейнерта». Мейнерт также обнаружил, что зрительный тракт, лента ножки мозга (ansa peduncularis), нервные пути, идущие от свода мозга и от нижних холмиков четверохолмия, также заканчиваются в таламусе. Таким образом, в таламусе заканчивались все известные к тому времени сенсорные пути.
К числу других заслуг Теодора Мейнерта в изучении строения головного мозга принадлежит также первое подробное описание строения эпиталамуса, в частности, хабенулы (поводка мозга) и открытие хабенуло-педункулярного (ножково-поводкового) тракта. Хабенуло-педункулярный тракт был почти сразу же назван «трактом Мейнерта» в его честь. Впервые такой термин по отношению к этому тракту употребил ученик Мейнерта Огюст Форель в своей докторской диссертации от 1872 года.
Сам Форель не так много нового добавил к изучению и описанию анатомии таламуса, в отличие от своего учителя. Однако его статьи, в особенности одна большая обзорная статья от 1877 года, очень подробно рассматривали все имеющиеся литературные источники по этому вопросу, и выступали в поддержку теории о таламусе как центральной сенсорно-релейной, а не двигательно-координирующей станции — теории, которая в итоге оказалась правильной. Кроме того, иллюстрации Форелем тонких срезов таламуса были одними из лучших для своего времени. К заслугам Огюста Фореля в изучении таламуса относится также то, что он широко пропагандировал использование предложенной ранее Бурдахом классификации ядер таламуса на четыре группы, но переименовал использовавшиеся Бурдахом термины «наружные», «внутренние», «верхние» и «нижние» центры — в «латеральные» (боковые), «медиальные» (срединные), «передние» и «задние», а также перевёл термины с немецкого и французского на общепринятую в анатомии латынь. С того времени терминология, предложенная Форелем, стала и до сих пор остаётся общепринятой и самой употребительной, применительно к классификации ядер таламуса. Интересно отметить, что этот самый влиятельный и авторитетный труд своей жизни Огюст Форель написал в возрасте всего 29 лет, едва став приват-доцентом.
Ещё одной важной заслугой Огюста Фореля в изучении строения головного мозга является подробное описание расположенных рядом с таламусом структур субталамуса. Две из них получили название в его честь — так называемые «поля Фореля H1 и H2».

### Бернхард фон Гудден, Франц Ниссль и Константин фон Монаков

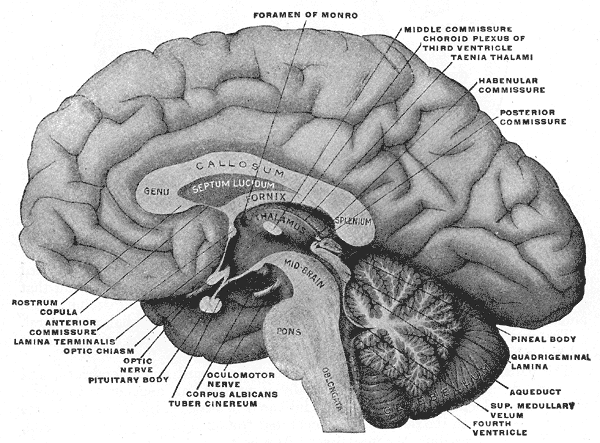
Мезальная проекция мозга в разрезе по медианной сагиттальной плоскости. Отношения таламуса с другими структурами мозга.

Работы Мейнерта и Фореля ознаменовали собой переход от макроскопического описания анатомии и функционирования таламуса ко всё более и более микроскопическому его изучению. Ко времени публикации Форелем упомянутой большой обзорной статьи от 1877 года, он уже четыре года работал ассистентом в лаборатории Бернхарда фон Гуддена. Влияние Бернхарда фон Гуддена на последующее изучение анатомии и физиологии таламуса сложно переоценить. Как Огюст Форель, так и двое других учёных, сделавших в то время наибольший вклад в изучение анатомии и физиологии таламуса, — Франц Ниссль и Константин фон Монаков, были учениками, сотрудниками и помощниками фон Гуддена в его исследованиях.
Ещё в 1870 году Бернхард фон Гудден обратил внимание на то, что если экспериментальных кроликов, у которых в младенчестве удалили глаз, не умерщвлять для изучения изменений, вызванных односторонней слепотой, спустя несколько недель, как обычно делали, а позволить им прожить много месяцев от момента операции и до момента умерщвления, то у них подвергаются значительной функциональной атрофии зрительный нерв на стороне операции, зрительный тракт на противоположной стороне (после перекрёста зрительных нервов), латеральное коленчатое тело и близлежащие области заднего бугорка таламуса (аналогичные подушке таламуса у приматов) на противоположной стороне, а также верхние холмики четверохолмия на противоположной стороне. В этих областях у подопытных кроликов оказывалось мало клеток, способных окрашиваться кармином (то есть нейронов), либо их не было совсем. Проявление функциональной атрофии именно этих структур после удаления глаза послужило для фон Гуддена убедительным доказательством того, что именно латеральное коленчатое тело и прилегающая к нему область заднего бугорка или подушки таламуса являются подкорковым центром зрения «наивысшего уровня». Верхние же холмики четверохолмия, которым до этого приписывалась такая роль, по его мысли, на самом деле являются подкорковым центром зрения более низкого ранга, «подчинёнными» по отношению к таламусу, и поставляющими ему зрительную информацию для последующей передачи в кору больших полушарий.
В 1875 году фон Гудден изобрёл микротом, позволивший ему делать и гистологически изучать намного более тонкие срезы мозговой ткани, чем были доступны до сих пор. C 1880 года он начал широко пользоваться техникой заливки срезов ткани в целлоидин, изобретённой Дювалем в 1879 году. Это позволило фон Гуддену намного точнее описать гистологические характеристики отдельных групп ядер таламуса кролика, чем это было возможно до того, и точнее их классифицировать, разбив на подгруппы. Его ученик, Франц Ниссль, впоследствии, опираясь как на данные своего учителя, так и на свои собственные, дал первое подробное, полное и точное описание гистологического строения таламуса кролика.
К 1881 году фон Гудден совместно с Константином фон Монаковым обнаружили ещё один любопытный феномен — так называемый феномен ретроградной функциональной атрофии. Оказалось, что у кроликов, у которых в младенчестве была повреждена затылочная зрительная кора, функциональной атрофии подвергаются те же самые ядра таламуса, что и при удалении глаза или перерезке зрительного нерва — латеральное коленчатое тело на стороне поражения коры, и прилегающие к нему области заднего бугорка таламуса (аналога подушки таламуса у приматов). Это послужило для них не только ещё одним важным доказательством роли этих ядер таламуса, конкретно — латерального коленчатого тела и заднего бугорка или подушки таламуса — в функции зрения, но и доказательством очень тесной функциональной связи таламуса с корой больших полушарий, того, что нормальная работа таламуса и само существование клеток в нём критически зависит как от поступления входящей сенсорной информации «снизу», так и от возможности отправлять её «наверх», в кору больших полушарий, и получать от неё обратную связь.
В 1884 году Франц Ниссль, в то время всё ещё студент, побуждаемый своим учителем фон Гудденом и его ассистентом Ганзером (тоже сделавшим вклад в описание ядер таламуса ежа), изобрёл метод окраски срезов мозговой ткани с использованием только что появившихся синтетических анилиновых красителей. Его открытие впоследствии, после опубликования Нисслем усовершенствованного варианта метода в 1894 году, привело к появлению метода окраски срезов мозга, который применяется по сей день. Метод называется в честь Ниссля «окраской по Нисслю». В 1889 году, уже после трагической смерти фон Гуддена, сопровождавшего короля Баварии в его лодочных прогулках по озеру, Франц Ниссль представил Гейдельбергскому медицинскому обществу свою новую работу, в которой он не только впервые полно и подробно описал гистологическое строение таламуса кролика, но и выделил, описал и дал названия большинству ядер, которые мы знаем сегодня. В частности, он подразделил передние ядра таламуса Бурдаха на переднее дорсальное (антеродорсальное), переднее вентральное (антеровентральное) и переднее медиальное (антеромедиальное) ядра. В латеральной группе ядер Бурдаха он выделил вентральную и латеральную подгруппы, а латеральную вентральную подгруппу подразделил на два ядра, являющиеся приблизительными аналогами вентрального постеролатерального и вентрального постеромедиального ядер в современной классификации. Медиальную группу ядер Бурдаха Ниссль подразделил на три ядра: медиальное переднее, медиальное среднее, и медиальное заднее. В коленчатых телах учёный описал отдельные ядра, подразделив латеральное коленчатое тело на дорсальное и вентральное ядра. Он также описал крупные (магноцеллюлярные) клетки того образования, которое сегодня известно как центральное латеральное ядро, описал ядра средней линии таламуса и ретикулярное ядро. Помимо этого, Ниссль описал хабенулярные ядра (ядра поводка) в эпиталамусе, и подразделил структуру, которую в то время считали и до сих пор иногда считают частью задних ядер таламуса, и которую сейчас называют «предкрышечными» (претектальными) ядрами, на два ядра.
Франц Ниссль намеренно не публиковал полную версию своей работы о таламусе кролика до 1913 года, ограничившись публикацией в 1889 году одной странички абстракта (выжимки из статьи) и выступлением на заседании Гейдельбергского медицинского общества, так как считал свою работу далеко не законченной и в этом виде непригодной для публикации. В этом абстракте также намеренно не содержалось никаких иллюстраций. Поэтому его одностраничная работа до 1913 года оставалась почти незамеченной научным сообществом. Задержка Нисслем публикации своей работы до 1913 года привела к тому, что его вклад в изучение анатомии таламуса был затмён вкладом Константина фон Монакова.
В промежутке между 1889 и 1913 годом Франц Ниссль предоставил свои гистологические препараты таламуса кролика влиятельному швейцарскому анатому и гистологу Альберту фон Кёлликеру, а также дал ему возможность прочитать полный текст своей будущей публикации. Фон Кёлликер воспользовался этим для того, чтобы, с разрешения Ниссля, воспроизвести полный текст его одностраничного абстракта в своей собственной книге по анатомии человеческого мозга. Фон Кёлликер также использовал классификацию ядер таламуса, предложенную Нисслем, но переназвал ядра, выделенные Нисслем, с немецких названий на общеупотребительные в анатомии латинские, и многое сделал для популяризации классификации Ниссля в международных анатомических кругах. Он переименовал вентральное постеромедиальное ядро таламуса Ниссля в «ядро арки» (nucleus arcuatus). В настоящее время под «ядром арки» подразумевают совершенно другую структуру мозга. Важно, однако, то, что книга фон Кёлликера содержала большое количество прекрасно выполненных иллюстраций гистологических срезов таламуса, и вышла из-под пера не «вчерашнего студента», каковым считался в 1889 году Ниссль, а уважаемого и авторитетного анатома и гистолога.
Ко времени публикации Нисслем своей работы о таламусе кролика в 1913 году произошёл взрывообразный рост количества публикаций, посвящённых изучению строения таламуса у разных животных, основанный на новых технических возможностях, таких, как микротом, двойная парафиново-целлоидиновая заготовка срезов, новые методы окраски, более сильные линзы микроскопов. Наиболее значителен на этом этапе вклад Константина фон Монакова. Уже к 1895 году Константин фон Монаков, основываясь на результатах собственных гистологических исследований срезов таламуса, подтвердил, что классификация Нисслем ядер таламуса справедлива не только для кроликов, но, как минимум, также для кошек и собак. Более того, основываясь на изобретённом фон Гудденом методе вызывания ретроградной функциональной атрофии, к 1895 году Константин фон Монаков сумел выяснить большинство таламо-кортикальных связей в том виде, в каком мы их знаем сегодня. В частности, он сумел показать, что повреждение лобной коры вызывает функциональную атрофию срединных ядер таламуса, а повреждение срединной части полушария вызывает атрофию передних ядер. Повреждение двигательных зон коры или передней височной коры вызывало атрофию передней и задней частей вентральной группы ядер, соответственно. Повреждение задней височной коры вызывало атрофию одновременно и боковых, и задних ядер таламуса. Повреждение затылочной и височной долей коры вело к повреждению латерального или медиального коленчатых тел, соответственно. Повреждение коры в области височно-теменного стыка вызывало повреждение ретикулярного ядра таламуса. Однако и фон Монаков, и Ниссль обратили внимание на то, что ретикулярное ядро подвергается атрофии в меньшей степени, чем другие ядра таламуса.

### Дежерин и Русси и синдром таламической боли

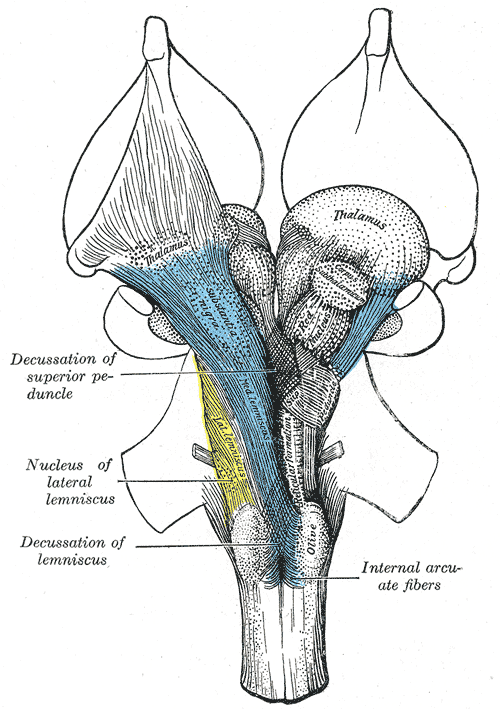
Глубокое рассечение ствола мозга. Вентральный вид. Видны таламус и волокна срединного лемниска, повреждение которых, наряду с повреждением таламуса, играет роль в патогенезе синдрома Дежерина-Русси.

Синдром таламической боли — это синдром, возникающий вследствие тромбоза таламо-коленчатой артерии и, как следствие, ишемического повреждения вентрального постеролатерального ядра. Причины возникающего при этом симптомокомплекса остаются до сих пор окончательно не выясненными. При этом синдроме наблюдаются кратковременная гемиплегия или гемипарез (паралич или парез одной половины тела), иногда с последующим нарушением координации движений на этой стороне после исчезновения пареза, выраженное нарушение кожной и глубокой чувствительности на этой же стороне, и одновременно — невыносимые, жгучие, разлитые, чрезвычайно интенсивные боли в этой половине тела, односторонняя гиперпатия (восприятие любых прикосновений и других обычно безболезненных тактильных ощущений как чрезвычайно болезненных), а также выраженные колебания настроения или депрессия вплоть до суицидальных мыслей или попыток. Ряд симптомов таламического синдрома можно объяснить вовлечением близко расположенных — и снабжаемых таламо-коленчатой артерией — структур мозжечкового зубчато-таламического пути, а также медиального (срединного) лемниска. Сопутствующие вазомоторные нарушения, такие, как покраснение или побледнение соответствующей половины тела, вероятно, объясняются повреждением ядер гипоталамуса. Однако причины гиперпатической болезненности, вместо простого выпадения или нарушения чувствительности, при повреждении вентрального постеролатерального ядра таламуса, а также причины тяжёлых психоэмоциональных нарушений при этом (не объяснимых только депрессогенным воздействием сильной боли) и сегодня остаются не до конца понятными.
Спонтанно возникающий болевой синдром в связи с повреждением таламуса, по-видимому, впервые описан Эдингером в 1891 году. Однако первое подробное описание симптомокомплекса, известного ныне как классический «таламический синдром», а также точное установление его причины — тромбоза таламо-коленчатой артерии и разрушения вентрального постеролатерального ядра — принадлежит перу Дежерина и Русси (1906 год). В честь их, этот синдром до сих пор нередко называют «синдромом Дежерина-Русси».

### Современный период изучения таламуса
Уже в первые 30 лет XX столетия количество авторов, писавших или пишущих о строении и функциях таламуса, начинает исчисляться десятками, затем сотнями, а в конце XX и начале XXI века — тысячами и десятками тысяч учёных. Наиболее значителен на этом этапе вклад Минковски, впервые показавшего, что проекции от разных частей сетчатки левого и правого глаз попадают в разные слои клеток латерального коленчатого тела, что проекции из него в зрительную кору также имеют топографическую организацию, а таламо-стриарные связи имеют топографическую организацию в соответствии со строением частей тела. Особого упоминания заслуживают также сэр Уилфрид Ле Грос Кларк, опубликовавший первую подробную современную монографию о таламусе, и Оскар Фогт и ученики его научной школы, введшие многие наименования для ядер и субъядерных единиц таламуса, употребляемые и сегодня.